# Estádio das Castanheiras
O Estádio das Castanheiras é um estádio de futebol da cidade de Farroupilha, no estado do Rio Grande do Sul. É o mando de campo do Brasil de Farroupilha e tem capacidade para cinco mil pessoas. Está localizado no bairro Cinquentenário.
Concedida a SERC Brasil, a casa do rubro-verde passou por reformas em 2007 e em 2011. O Estádio ganhou novos vestiários, academia, setor administrativo, cabines de imprensa e camarotes. As arquibancadas foram pintadas e o alambrado substituído. A maior mudança, porém, foi no gramado, que hoje é um dos melhores e maiores do país.
O Estádio está encravado no Parque Cinquentenário, que recebe a Fenakiwi, maior evento do município. Nos arredores do Estádio situam-se dois ginásios esportivos, uma pista de Motocross e o Kartódromo de Farroupilha, considerado um dos melhores do país.
O Estádio fica em um dos pontos mais altos da cidade e das arquibancadas, o torcedor é brindado com uma vista privilegiada do centro de Farroupilha e da geografia da serra gaúcha.

## Dados do Estádio
- Capacidade do Estádio:

A capacidade inicial projetada: 5000 lugares;
- Gramado

Dimensões: 108m x 72 m
Grama Tipo Tifway- 419 importada da Alemanha
- Outras informações

Cabines de Imprensa
Camarotes
Banheiros amplos para o publico
Academia
Sala de Fisioterapia
Sala de Massoterapia